# Ван Клив, Гилберт
Гилберт Хэвен Ван Клив (англ. Gilbert Haven Van Cleve; 15 декабря 1880, Стонтон, Иллинойс — 5 мая 1951, Чикаго, Иллинойс) — американский легкоатлет, выступавший в прыжках в длину и тройном прыжке. Участник летних Олимпийских игр 1904 года.

## Биография
Гилберт Ван Клив родился 15 декабря 1880 года в американском городе Стонтон в штате Иллинойс.
В 1904 году вошёл в состав сборной США на летних Олимпийских играх в Сент-Луисе. В прыжках в длину и тройном прыжке занял 5-е место, результаты неизвестны. В прыжках в длину с гандикапом занял 2-е место, показав результат 6,56 метра и уступив 28 сантиметров Фреду Энгельхардту из США. Медали в этой дисциплине не вручались.
На протяжении многих лет ошибочно считалось, что Гилберт Ван Клив и американский пловец и ватерполист Джордж Ван Клиф, выступавший на тех же Олимпийских играх, — один и тот же человек.
Умер 5 мая 1951 года в американском городе Чикаго.

## Личный рекорд
- Прыжки в длину — 6,56 (29 августа 1904, Сент-Луис)[5]